# ملادن بيتريتش
ملادن بيتريتش (بالكرواتية: Mladen Petrić)‏ ، من مواليد 1 يناير 1981 في دوبراف في يوغسلافيا ، لاعب كرة قدم كرواتي.
يلعب مع نادي هامبورغ الألماني من سنة 2008.
بدأ باللعب مع منتخب كرواتيا لكرة القدم في عام 2001.

## مسيرته الكروية
لعب ملادن بيتريتش خلال مسيرته الاحترافية مع 8 أندية في تسعة عشر موسمًا وسجل خلالها 139 هدف ضمن 415 مباراة. حيث فاز في موسمين بالكأس وفي ثلاثة مواسم بالدوري.
خاض ملادن بيتريتش مسيرته مع نادي بادن ‏ في موسم 1998–99 لمدة موسم واحد، مشاركًا في 22 مباراة سجل خلالها 4 أهداف. ثم انتقل إلى نادي غراسهوبر زيوريخ في موسم 1999–00 ليلعب معه خمسة مواسم، حيث شارك في 114 مباراة سجل خلالها 30 هدف. لينتقل بعدها إلى نادي بازل في موسم 2004–05 واستمر معه طيلة ثلاثة مواسم، مشاركًا في 72 مباراة سجل خلالها 38 هدفًا. ثم انتقل إلى نادي بوروسيا دورتموند للفورميلا في موسم 2007–08 لمدة موسم واحد، مشاركًا في 29 مباراة سجل خلالها 13 هدفًا. هذا وانتقل لاحقًا إلى نادي هامبورغ في موسم 2008–09 ليلعب معه أربعة مواسم، مشاركًا في 99 مباراة سجل خلالها 38 هدفًا. ثم انتقل بعدها إلى نادي فولهام في موسم 2012–13 لمدة موسم واحد، مشاركًا في 23 مباراة سجل خلالها 5 أهداف. ليعود وينتقل من جديد، لكن هذه المرة إلى نادي باناثينايكوس في موسم 2013–14 واستمر معه طيلة ثلاثة مواسم، مشاركًا في 53 مباراة سجل خلالها 11 هدفًا.

## روابط خارجية
- ملادن بيتريتش على موقع الاتحاد الدولي (مؤرشف)  (الإنجليزية)
- ملادن بيتريتش على موقع الاتحاد الأوربي (الإنجليزية)
- ملادن بيتريتش على موقع قاعدة بيانات كرة القدم.إي يو (الإنجليزية)
- ملادن بيتريتش على موقع بيانات كرة القدم. دي إي (الألمانية)
- ملادن بيتريتش على موقع ناشيونال فوتبول تيمز (الإنجليزية)
- ملادن بيتريتش على موقع Soccerbase.com (لاعب) (الإنجليزية)
- ملادن بيتريتش على موقع Soccerway.com (الإنجليزية)
- ملادن بيتريتش على موقع عالم كرة القدم.نت (الإنجليزية)
- ملادن بيتريتش على موقع كووورة
- ملادن بيتريتش على موقع AS.com (الإسبانية)